# Spionageaffäre in der Formel 1 2007

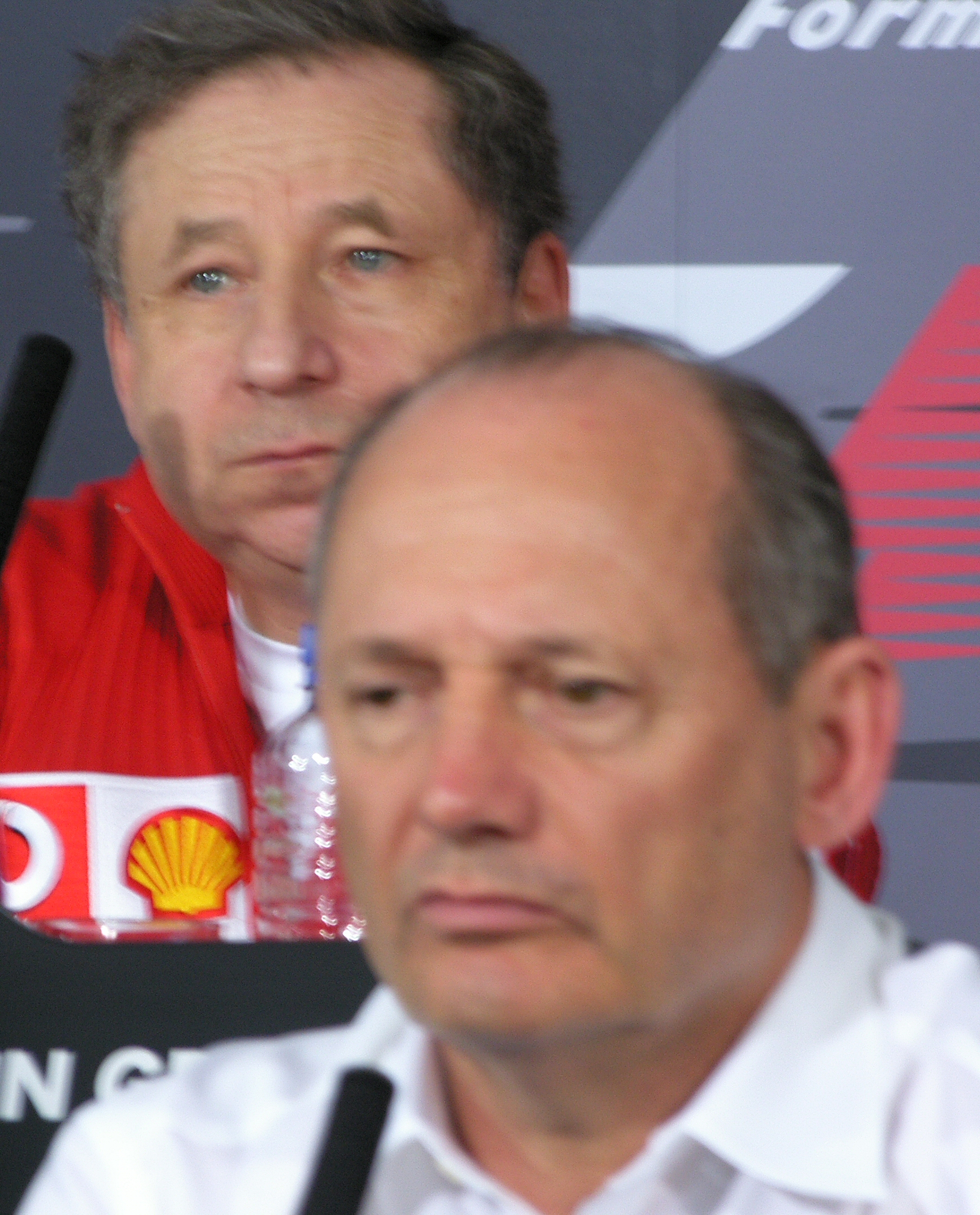
Jean Todt und Ron Dennis

Als Spionageaffäre in der Formel 1 2007 wird ein Skandal in der Formel-1-Saison 2007 bezeichnet, nach dem das Team McLaren-Mercedes illegal technische Informationen über die Wagen von Ferrari erhalten hatte. In welchem Umfang diese Daten in die Weiterentwicklung der Fahrzeuge von McLaren-Mercedes einflossen, konnte nicht ermittelt werden. Teamchef Ron Dennis und Mercedes-Benz-Motorsportchef Norbert Haug bestritten jede Verwendung der Dokumente.

## Verlauf

### Anzeige
Der Chefdesigner von McLaren, Mike Coughlan, erhielt im Mai 2007 in großem Umfang interne Informationen des Ferrari-Teams von Nigel Stepney, dem Ferrari-Chefmechaniker. Als im Juni 2007 die Ehefrau von Coughlan die Unterlagen in einem Copyshop kopieren wollte, meldete ein dort angestellter Verkäufer den verdächtigen Vorgang. Darauf erstattete Ferrari bei der Staatsanwaltschaft Anzeige gegen Stepney. Bei einer Durchsuchung von Stepneys Haus wurde verdächtiges Material sichergestellt.

### Freispruch nach erster Anhörung
Am 26. Juli 2007 fand eine Anhörung vor dem FIA-World Council (dt.: „Weltrat“, das höchste Gremium der FIA) in Paris statt. McLaren wurde dabei aus Mangel an Beweisen vom Verdacht der Spionage freigesprochen. Die FIA ging dabei davon aus, dass sich mit Stepney und Coughlan nur Einzelpersonen nachweislich schuldig gemacht hatten. Für den 13. September 2007 wurde danach auf Druck des italienischen Automobilverbandes eine Berufungsverhandlung angesetzt.
Hierbei sollte auch Ferrari als Geschädigter die Möglichkeit gegeben werden, eigene Beweismittel vorzulegen.

### Selbstanzeige
Am 5. September gab die FIA bekannt, dass neue Beweise vorlägen und statt der Berufungsverhandlung am 13. September eine erneute Anhörung stattfinden werde. Der McLaren-Mercedes-Fahrer Fernando Alonso erklärte zuvor gegenüber Ron Dennis, dass er über Informationen zur Spionageaffäre verfüge, und drohte, diese bekannt zu geben. Dies wurde in den Medien als Erpressungsversuch gegenüber Dennis gewertet. Alonso hatte sich per E-Mail mit dem McLaren-Testfahrer Pedro de la Rosa und Chefdesigner Mike Coughlan über interne Daten von Ferrari ausgetauscht. Dennis erstattete daraufhin sofort Selbstanzeige bei der FIA. Somit war erstmals klar, dass nicht nur Coughlan über die Ferrari-Daten Bescheid wusste.

### Strafe
Nach der zweiten Anhörung gab die FIA vor dem Großen Preis von Belgien 2007 bekannt, dass McLaren in der Saison 2007 alle Punkte in der Konstrukteurswertung aberkannt werden. Lewis Hamilton und Fernando Alonso durften jedoch ihre Punkte in der Fahrerwertung behalten. Alonso profitierte dabei von einer von der FIA angewandten Kronzeugenregelung. Zudem musste McLaren eine Strafe in Höhe von 100 Millionen US-Dollar zahlen, die höchste Geldbuße, die bis dahin jemals weltweit im Sport verhängt wurde. Dieser Betrag war innerhalb von drei Monaten nach der Entscheidung fällig, durfte aber um die Summe reduziert werden, die McLaren-Mercedes für die Platzierung in der Konstrukteurswertung erhalten hätte, wenn das Team nicht ausgeschlossen worden wäre. Die FIA erklärte, dass davon auszugehen sei, dass sich McLaren durch die Daten von Ferrari einen Vorteil verschafft hatte. Diese Annahme konnte jedoch nicht konkretisiert werden. Trotzdem legte McLaren in der zur Verfügung stehenden Frist bis zum 21. September 2007 keine Berufung ein und akzeptierte das Urteil des FIA-Weltrates. Am selben Tag wurde berichtet, dass die FIA die internen Ferrari-Daten versehentlich für kurze Zeit frei zugänglich als PDF-Datei auf ihrer Webseite veröffentlicht hatte. Wie am 18. Dezember 2007 von der FIA bekannt gegeben wurde, sollte die zunächst angekündigte erneute Untersuchung der Fahrzeuge für die Saison 2008 nach einer öffentlichen Entschuldigung des Teams nicht stattfinden. Der Fall Spionageaffäre 2007 hatte damit kein weiteres Nachspiel. Die zivilen Prozesse zwischen Ferrari als Ankläger und McLaren in England und Italien wurden jedoch fortgeführt.

## Verwicklung von Renault
Am 6. Dezember 2007 musste sich das Renault-Team ebenfalls wegen Spionagevorwürfen vor der FIA verantworten. Im Rahmen der Ermittlungen gegen McLaren waren Indizien aufgetaucht, wonach ein ehemaliger McLaren-Angestellter bei seinem Wechsel zu Renault Unterlagen mitgenommen habe, die in die Entwicklung des R27 für die Saison 2007 eingeflossen seien. Speziell Daten zum Benzinsystem, dem Getriebeaufbau, dem Ölkühlsystem, dem Hydrauliksystem und einer neuartigen Aufhängungskomponente von McLaren seien betroffen. Man gelangte dabei zu der Ansicht, dass sich Renault-F1 keines Vergehens im Sinne der Anklage schuldig gemacht hatte, und sprach das Team somit ohne weitere Auflagen frei.